# Love is message
〈Love is message〉(러브 이즈 메시지)는 w-inds.의 9번째 싱글이다. 2003년 8월 20일 FLIGHT MASTER(포니 캐년)에서 발매하였다.

## 개요
오리콘 싱글 차트 2위를 기록하였으며, 작사는 1집때 앨범 수록곡을 작사,작곡을 담당했던 아쿠츠 켄타로가 담당하였으며, 윈즈에게 제공한 곡들은 대부분 앨범에 수록되었지만 싱글 타이틀곡은 처음이다.
브르봉 《MINTREX》의 CF곡으로 사용되었다.
커플링곡에서 오가타 류이치가 〈SUPER LOVER~I need you tonight~〉에 이어서 서브보컬을 담당하였다.
초회한정반 특전
- w-inds. 오리지널 스티커 (4종류 중 1종)

## 수록곡
1. Love is message
(작사 : 아쿠츠 켄타로 / 작곡 : Moz. / 편곡 : Hayabusa)
2. Night Flight~야간비행(夜間飛行)~
(작사 : shungo. / 작곡 : Thomas Asserholt / 편곡 : Hayabusa)
3. Love is message (Instrumental)
(작곡 : Moz. / 편곡 : Haya10)
4. Night Flight~야간비행(夜間飛行)~ (Instrumental)
(작곡 : Thomas Asserholt / 편곡 : Hayabusa)

## 차트 성적
- 최고순위 2위 (오리콘)